# Фельтінс-Арена
Фе́льтінс-Аре́на (нім. Veltins-Arena; до 2005 року Арена АуфШальке (нім. Arena AufSchalke)) — багатофункціональний стадіон у німецькому місті Гельзенкірхен. Відкритий 2001 року. Стадіон є домашньою ареною футбольного клубу «Шальке 04». З літа 2005 року стадіон має ім'я німецької пивоварної компанії Veltins. Стадіон приймав матчі чемпіонатів світу з футболу (2006 рік), з хокею з шайбою (2010 рік).

## Матчі чемпіонату світу з футболу 2006, що пройшли на стадіоні
| Дата           | Час   | Команда 1  | Рахунок      | Команда 2            | Стадвя     | Глядачі |
| 9 червня 2006  | 21:00 | Польща     | 0:2          | Еквадор              | Група А    | 52 000  |
| 12 червня 2006 | 18:00 | США        | 0:3          | Чехія                | Група E    | 52 000  |
| 16 червня 2006 | 15:00 | Аргентина  | 6:0          | Сербія та Чорногорія | Група C    | 52 000  |
| 21 червня 2006 | 16:00 | Португалія | 2:1          | Мексика              | Група D    | 52 000  |
| 1 липня 2006   | 17:00 | Англія     | 0:0 пен. 1:3 | Португалія           | 1/4 фіналу | 52 000  |